# Allan McLean
Allan McLean (Isle of Bute, 1968)  is een golfprofessional uit Schotland. 
McLean woont sinds 1988 in Nederland. Hij begon als teaching pro op Golfclub Wouwse Plantage en is sinds 2000 de head-pro op Golfclub Princenbosch. Hij heeft een Nederlandse echtgenote en drie kinderen.
In 2010 won McLean met een score van 69-71 het FortaRock Golftoernooi, dat sinds enkele jaren op Wijchen wordt gespeeld. Hij verdiende hiermee €5.000. Nummer twee werden Niels Kraaij en Mark Reynolds.

## Gewonnen
- 1999: Twente Cup
- 2010: FortaRock Golftoernooi